# Ati Soss
Karel-Ati Soss, slovenski klarinetist, saksofonist, skladatelj, glasbeni aranžer, pravnik in dirigent, * 5. maj 1930, Ljubljana, † 21. september 1986, Ljubljana.
Ati Soss je diplomiral na ljubljanski Akademiji za glasbo, kjer je končal študij klarineta, ter na Pravni fakulteti. Po končanem študiju je za leto dni odšel v Francijo, da bi se izpopolnil v igranju klarineta ter saksofona. V Parizu je igral z različnimi zasedbami in različnimi glasbeniki, nato pa se je leta 1950 vrnil v Ljubljano, kjer je postal prvi alt saksofonist ter solist Plesnega orkestra Radio Ljubljana. Pred tem je igral v študentskem orkestru Veseli berači, ki ga je tudi vodil, Akademskem plesnem orkestru Apo ter orkestru Ad hoc. Nastopal je tudi v drugih radijskih ansamblih: ansamblu solistov Plesnega orkestra RA Ljubljana (Ljubljanski jazz ansambel), bil je glavni steber ansamblov Jureta Robežnika in Mojmirja Sepeta, vrsto let pa je vodil tudi ansambel pod svojim imenom. Bil je vodja sekcije za jazzovsko glasbo Društva slovenskih skladateljev.
Poleg igranja se je ukvarjal tudi s komponiranjem (napisal je več kot 400 skladb), aranžiranjem ter dirigiranjem zabavne, plesne ter instrumentalne glasbe.

## Nagrade
- red dela s srebrnim vencem
- Nagrada Prešernovega sklada (1980) - za prispevke k slovenski jazzovski glasbi

## Izbrana diskografija

### Solo
- Ati Soss (1976)
- His Music and His Clarinet (1985)
- Čas beži kakor dim (2006)

### Ansambel Atija Sossa
- The Paul Reym Orchestra/The Ati Soss Small Group (1977)

### Plesni orkester RTV Ljubljana
- V soju žarometov (1970)
- Plesni orkester RTV Ljubljana (1970)
- Popularne melodije s Plesnim orkestrom RTV Ljubljana (1972)
- In the Mood (1974)
- Križanke (1976)
- Hit parada (1977)
- Glenn Miller (1979)

### Ansambel Mojmirja Sepeta
- Ansambl Sepe Jazz (1960)
- Majda Sepe (1961)

### Jeff Conway And His Ballroom Bigband/Jeff Conway And His Orchestra
- The Big Sound of the Big Band (1974)
- Swinging Evergreens (1975)
- Von Acht bis um Acht (1976)
- Dufte Evergreens zum Hören und Tanzen (1976)
- Für Sie, Chérie (1977)
- Midnight Diamonds (1978)
- Disco Colossal (1979)
- The Latin Dance Party (1979)

### Ostalo
Ansambel Mojmirja Sepeta
- I. Jugoslavenski jazz festival Bled 1960 (1960)
- III. Jugoslovenski džez festival Bled 1962 (1962)

Orkester Ad hoc
- Zgodovina Slovenskega Jazza Ad Hoc 1960-1970 (2008)

Plesni orkester RTV Ljubljana/Big Band RTV Slovenija
- 4. Jugoslavenski Jazz Festival Bled 1963 (1963)
- Mednarodni Jazz-Festival Ljubljana '68 (1968)
- Mednarodni Jazz-Festival Ljubljana '69 (1969)
- Jazz (1971)
- 11. Mednarodni Jazz Festival Ljubljana '70 (1971)
- 12. Internacionalni Festival Jazza "Ljubljana '71" (1972)
- 13. Mednarodni Jazz Festival Ljubljana '72 (1972)
- 15. International Jazz Festival, Ljubljana - 74‎ (1975)
- Jazz na koncertnom podiju vol. 1 (1977)
- Večer v Radinu (1979)
- 60 let (2005)

Ostali
- Janez Gregorc – Ko pride lev (1972)
- Neca Falk – Danes (1977)
- Tone Janša – Pattern (1979)
- Janez Gregorc – Filmska glasba (1997)
- Filmska glasba slovenskih skladateljev (2001)
- Vinko Globokar – Hallo, Do You Hear Me (2006)